# María Luisa Cresta de Leguizamón
María Luisa Cresta de Leguizamón (Malicha) (Paraná, Entre Ríos, 2 de enero de 1918-Buenos Aires, 23 de octubre de 2008) fue una escritora y profesora argentina, pionera de la literatura infantil en Córdoba, autora de cuentos, poemas, e investigadora de las letras hispanoamericanas y una activa defensora de los derechos humanos.

## Biografía
Su madre era pianista y ella fue educada en un ambiente artístico. Creció y se graduó como profesora en Letras en Paraná. A mediados de la década de 1940, se mudó a Córdoba, y allí se transformó en una de las pioneras de la literatura infantil y juvenil. En 1944 se casó con Carlos Leguizamón y tuvo cuatro hijos: Carlos, Mónica, Patricia y Ramiro.
En 1956 ingresó por concurso a la Facultad de Filosofía y Humanidades ( FFyH) de la UNC, donde dictó clases en la cátedra de Literatura hispano Americana. En ese concurso, fueron miembros del jurado el matrimonio integrado por Fryda Shultz de Mantovani y Juan Mantovani. Además de obtener su cargo de profesora titular, en 1957 asumió como directora del Departamento de Letras Modernas.
En 1975 la FFyH da por concluidas sus funciones y recién con el retorno de la democracia a la Argentina, en 1984, fue reincorporada nuevamente como docente de la institución.
En 1988, fue nombrada profesora emérita de la Universidad Nacional de Córdoba, por el Consejo Superior, convirtiéndose así en la primera mujer que accedió a este cargo en la historia de esa casa de altos estudios.
En 2007, donó su colección de libros a la Biblioteca Central de la FFyH, la cual pasó a formar parte del acervo bibliográfico de esta casa con el nombre de “Colección Malicha”.

### Su hijo Ramiro Leguizamón
Después de que mataran a su hijo Ramiro en febrero de 1972, y tratando de proteger al resto de su familia de la última dictadura cívico militar, se vio obligada al exilio a lo largo de casi toda una década. Dos de los comandos marplatenses del Partido Revolucionario de los Trabajadores-Ejército Revolucionario del Pueblo se llamaron, "José Luis Castrogiovanni" y "Ramiro Leguizamón", este último nombre en honor al militante cordobés víctima de la represión policial.

### Seminario de Literatura infantil
Ejerció la docencia en la escuela secundaria y universitaria paralelamente, comenzó a trabajar en el área de la investigación, enfatizando en la presencia de la literatura infantil y juvenil en Argentina, lo que la convirtió en una pionera en las propuestas de enseñanza de la Literatura, en las que planteó las tareas de escritura. Prácticas que posteriormente se consideran de avanzada en el ámbito didáctico. Como destacado ejemplo, en la Universidad Nacional de Córdoba, la realización de los Seminarios-Taller Nacionales de Literatura Infantil y Juvenil, creados por Malicha Leguizamón y organizados por Lucía Robledo, con la participación de la escritora Laura Devetach, entre 1969 y 1971.

## Obra
Solía repetir la frase del poeta Rainer Maria Rilke «Todos somos el niño que fuimos» y consideraba que la literatura infantil antes que infantil tenía que ser literatura. «El escritor no es escritor de niños o de adultos. El escritor es escritor. Cuando escribe para chicos traslada las mismas pautas que utilizaría si escribiera para grandes».
Buena parte de sus reflexiones sobre la temática están reunidas en cuatro textos que resultan claves dentro de su protagonismo como autora: Aproximaciones (1972); La literatura infanto-juvenil y los medios masivos de comunicación (1984), Córdoba y sus alrededores (1998) y Nuevas aproximaciones (2000).

## Experiencias pedagógicas innovadoras
Antonio Sobral la convocó para formar parte del proyecto educativo de la Escuela Normal Superior Garzón Agulla en un período de marcado desarrollo académico y experiencias pedagógicas innovadoras.
Formó parte de un grupo de profesores de la Facultad de Filosofía que en la década del 60 abrió un nuevo campo de reflexión y de trabajo en torno a la enseñanza de la literatura. «Ella traía una visión teórica crítica de la Literatura Hispanoamericana y tenía mucho interés en que leyéramos las novelas, cuentos y poesías de autores latinoamericanos. A los que cursábamos, se nos abría un panorama de lecturas y textos que no habíamos encontrado en nuestra escolaridad secundaria», dice Herrera de Bett.
Su obra «se adscribe en la tendencia general de los '80, en el rechazo al didactismo, al lenguaje infantilizado, el animismo y la inserción de elementos de la literatura tradicional en el mundo cotidiano infantil, el lenguaje familiar y coloquial, el juego en el manejo del tema y el empleo de la palabra», según Adriana Vulponi.

## La pajarita de papel
Consideraba que la literatura infantil debía insertarse en el universo infantil, «a la par de los demás medios masivos de comunicación”. “Yo opino que la televisión y los libros no son enemigos. Son dos medios diferentes. Creo que ese enfrentamiento a nivel de vida o muerte que suelen tener, es falso. Y creo que la actitud más correcta, la más honesta, y también la más provechosa es hacer que una se sirva de la otra. Es decir, usar la televisión como una colaboración, no como un enemigo».
Participó de distintos programas radiales sobre temas de cultura, educación, literatura infantil y literatura hispanoamericana, entre ellos "La pajarita de papel", emitido por primera vez en 1967, que marcó la diferencia en sus proyectos radiofónicos y generó, por más de dos décadas, la adhesión de una nutrida audiencia infantil.

## Viajeros
Con el objetivo de divulgar las letras hispanoamericanas, haciendo especial énfasis en la literatura infantil, conoció de cerca diversas culturas como las de Estados Unidos, México y China. En su currículum aparecen momentos de intercambios, becas y estadías en Uruguay, Guatemala, Ecuador, Venezuela, Perú, Chile. Recorrió estos países con la finalidad de recoger material bibliográfico, revisar informes y publicaciones, entrevistar a autores y hasta «visitar la región de los indios otovalos» para documentarse sobre el problema indigenista en Ecuador.
Durante su viaje a China en 1980, se desempeñó como catedrática en la Universidad de Lenguas Extranjeras de Pekín y trabajó en la radio con un programa de narración de cuentos tradicionales chinos en lengua española, mientras que a su esposo le encargaron la traducción del Martín Fierro al chino.

## Homenajes
- El Consejo Directivo de la Facultad decidió asignarle su nombre a una de las salas del CIFFYH, un espacio institucional estrechamente vinculado a su desempeño como investigadora y coordinadora del Área de Letras.[2]
- La biblioteca de la sala de Almazenna se llama Carlos y María Leguizamón, en homenaje a ella y su marido, desde 1994.[1]
- Durante el "Primer Congreso Internacional de Literatura Infantil y Juvenil", en septiembre de 2001, se realizó un homenaje a María Luisa Cresta de Leguizamón, profesora emérita de la Universidad Nacional de Córdoba, por su extensa labor en literatura latinoamericana y su dedicación docente.[9]